# Hiệp hội doanh nghiệp Việt Nam tại Nhật Bản (VJBA)
Hiệp hội Doanh nghiệp Việt Nam tại Nhật Bản (tiếng Anh: Viet Nam Business Association In Japan - VJBA) được thành lập ngày 02/09/2013 VJBA là một tổ chức xã hội nghề nghiệp tự nguyện của các doanh nghiệp có chủ sở hữu là người Việt Nam hoặc gốc Việt Nam đang hoạt động lâu năm và có uy tín tại Nhật Bản.
[[Tập_tin:Hiệp_hội_Doanh_nghiệp_Việt_Nam_tại_Nhật_Bản_(VJBA).jpg|nhỏ| Ngày 29/8/2023 tại Tokyo, Hiệp hội Doanh nghiệp Việt Nam tại Nhật Bản (VJBA) tổ chức Đại hội Tổng kết Nhiệm kỳ 2021-2023 và Lễ ra mắt Ban Chấp hành mới Nhiệm kỳ 2023-2025. Sự kiện có sự tham dự của ông Phạm Quang Hiệu, Đại sứ đặc mệnh toàn quyền Nước CHXHCN Việt Nam tại Nhật Bản; các cán bộ chủ chốt của Đại sứ quán Việt Nam tại Nhật Bản; đại diện các Hội nhóm cộng đồng, lãnh đạo doanh nghiệp, các quý vị khách quý và đông đảo cơ quan thông tấn báo chí Việt Nam tại Nhật Bản.
Trong chương trình Đại hội, danh sách thành viên Ban Chấp hành nhiệm kỳ 2023-2025 đã được công bố gồm 9 thành viên. Bà Tống Thị Kim Giao, Phó Chủ tịch Đối ngoại nhiệm kỳ 2021-2023 được tín nhiệm trở thành tân chủ tịch VJBA nhiệm kỳ mới. ]
Văn phòng trụ sở chính của Hiệp hội Doanh nghiệp Việt Nam tại Nhật Bản đặt tại Tháp Aoyama Place 8F, 8-4-4 Akasaka, Minato-ku, Tokyo, Nhật bản

## Lĩnh vực và nhiệm vụ
- Mục tiêu hoạt động của VJBA là thu hút, liên kết sức mạnh của các doanh nghiệp thành viên nhằm mở rộng, hỗ trợ và phát triển các hoạt động kinh doanh, đóng góp vào sự phát triển của cộng đồng doanh nghiệp cũng như quan hệ hợp tác bền chặt giữa Nhật Bản và Việt Nam.
- VJBA đặt mục tiêu xây dựng cộng đồng doanh nghiệp Việt lớn mạnh tại Nhật Bản

## Danh sách ban chấp hành VJBA
- Bà : Tống Kim Giao [MOTITI GROUP] - Chủ tịch VJBA
- Bà: PHẠM THỊ NHUNG - Phó chủ tịch THƯỜNG TRỰC VJBA
- Ông: LÊ VĂN KY - Phó chủ tịch ĐỐI NGOẠI VJBA
- Ông: CHUANG TIẾN HÙNG - Trưởng ban kiểm tra VJBA
- Ông: PHAN TRUNG HIẾU – Phó chủ tịch TÀI CHÍNH/ VJBA
- Bà: SATAKE MINH - Chánh văn phòng 
- Ông:PHẠM VĂN HIỆU – Trưởng ban KING TẾ- VJBA
- Bà: BÙI THỊ KIM PHỤNG -Trưởng ban chăm sóc Hội viên- VJBA
- Bà: ĐINH THỊ MINH- Trưởng ban Truyền Thông Tổ chức sự kiện

## Các hoạt động nổi bật
Ngày 13/10/2014, Hội Doanh nghiệp Việt Nam tại Nhật Bản (VJBA) và tập đoàn FLC ký kết thỏa thuận hợp tác  . Theo thỏa thuận, hai bên cùng nhau triển khai các hoạt động hợp tác nhằm phát triển quan hệ thương mại giữa FLC và các doanh nghiệp Nhật Bản do VJBA giới thiệu trong các lĩnh vực thương mại và dịch vụ khác, bao gồm nhưng không giới hạn ở các lĩnh vực sau: nông dược, du lịch, xuất nhập khẩu hàng hóa..
Ngày 23/11/2021 Hiệp hội doanh nghiệp Việt Nam tại Nhật Bản đã có buổi ký kết hợp tác với tập đoàn DIC Group Tại Đại Sứ Quán Việt Nam tại Nhật Bản, Tại buổi ký kết vinh dự được đón tiếp Thủ Tướng chính phủ Phạm Minh Chính.
Ngày 01/04/2022 Đại học Đại Nam và Hiệp hội Doanh nghiệp Việt Nam tại Nhật Bản ký kết Biên Bản Ghi Nhớ Hợp Tác giữa hai bên hướng tới mục tiêu nâng cao chất lượng đào tạo, gắn kết đào tạo với sử dụng nguồn nhân lực sinh viên sau khi ra trường. 
Ngày 19/11/2022, tại Tp. Hồ Chí Minh đã diên ra lễ ký kết hợp tác với sự có mặt của ông Vũ Hoàng Đức - Chủ tịch Hiệp hội Doanh nghiệp Việt Nam tại Nhật Bản (VJBA), ông Matsuo Tomoyuki - Chủ tịch Hiệp hội văn hóa ẩm thực Nhật Bản - Việt Nam (JVGA) và một số đơn vị doanh nghiệp là đối tác, thành viên của hai Hiệp hội.
Ngày 9/11/2022, VJBA tham gia hội nghị Xúc tiến đầu tư tỉnh Long An tại Nhật Bản 
Chiều 3/12 tại tỉnh Gunma, Hiệp hội Doanh nghiệp Việt Nam tại Nhật Bản (VJBA) đã tổ chức hội nghị thường niên để tổng kết hoạt động trong năm 2022 và bàn phương hướng công tác trong năm 2023.
[https://doanhnghiepvn.vn/doanh-nghiep/25-doanh-nghiep-viet-nam-tai-nhat-ban-se-ket-noi-voi-dau-tau-kinh-te-3-mien/20241005040346745?zarsrc=31&utm_source=zalo&utm_medium=zalo&utm_campaign=zalo&gidzl=9Qj22SL5rGuai4CDprFL2oQzHWtHKz41E-f7KuC1s0Lgunm2qGlPKcsnJL_IKuu8F-bA13VPswSqpa7G2m. Html］
Các chuyến công tác của đoàn Doanh Nghiệp Hiệp Hội Doanh Nghiệp Việt Nam tại Nhật tại Việt Nam tháng 10/2024
Sáng 7/10 gặp Câu lạc bộ Doanh Nhân 
.html
Chiều 7/10/2024: GẶP GỠ LÃNH ĐẠO HIỆP HỘI DOANH NGHIỆP 
THÀNH PHỐ HỒ CHÍ MINH (HUBA) 

Tối 7/10/2024 HIỆP HỘI VJBA GIAO LƯU VỚI NAM A BANK VÀ SANDAL GROUPS
.html
Sáng 8/10
Thăm và làm việc với Apec 
.html
Chiều 8/10/2024 
ĐOÀN CÔNG TÁC VJBA THAM GIA CHƯƠNG TRÌNH XÚC TIẾN THƯƠNG MẠI VỚI CÂU LẠC BỘ DOANH NGHIỆP HỌ TRẦN  VIỆT NAM - NHẬT BẢN 2024 TẠI TP HỒ CHÍ MINH
.html
.html
Sáng 9/12924 Tìm hiểu cơ hội đầu tư hợp tác tại Sở kế hoạch và Đầu tư Thừa Thiên Huế
［https://www.facebook.com/share/p/vGCRE629A3mpdVcW/?mibextid=WC7FNe .html]
Ngày 10/10/2024 tham quan nhà máy của Hiệp Hội Quân đội
.html
Sáng 11/10 Hội thảo kết nối với Các Doanh Nghiệp Quân Đội
［https://www.facebook.com/share/p/RR1ccEf9z3PFuhcj/?mibextid=WC7FNe .html]
Bản tin Phút 17:10 trở đi -> 
.html
```
Chiều 11/10/2024 Chiều ngày 11/10/2024 đoàn Doanh Nghiệp Hiệp Hội Doanh Nghiệp Việt Nam tại Nhật đã đến Mặt trận tổ quốc để trao số tiền 285.000.000 vnd, do Hiệp Hội quyên góp được ủng hộ đồng bào miền Bắc khắc phục hậu quả thiên tai .
```

Một chút đóng góp nhỏ bé cho quê hương của VJBA
Tại vp mặt trận tổ quốc 
.html